# Pigadhákia
Pigadhákia (Pigadakia) är en ort i Grekland.   Den ligger i prefekturen Nomós Zakýnthou och regionen Joniska öarna, i den sydvästra delen av landet, 260 km väster om huvudstaden Aten. Pigadhákia ligger 274 meter över havet och antalet invånare är 431. Den ligger på ön Zakynthos.
Terrängen runt Pigadhákia är kuperad åt sydväst, men åt nordost är den platt. Havet är nära Pigadhákia åt nordost. Runt Pigadhákia är det ganska tätbefolkat, med 78 invånare per kvadratkilometer. Närmaste större samhälle är Zákynthos, 12,1 km öster om Pigadhákia. Trakten runt Pigadhákia består till största delen av jordbruksmark.